# Short track ai XXI Giochi olimpici invernali
Le gare di short track ai XXI Giochi olimpici invernali di Vancouver  in Canada si sono svolte dal 13 al 26 febbraio 2010 al Pacific Coliseum.
Sono state disputate otto competizioni nelle seguenti discipline: 500 m, 1000 m, 1500 m e 5000 staffetta maschili e 500 m, 1000 m, 1500 m e 3.000 staffetta femminili.

## Calendario
| Uomini | 1500 m                                         |  |  |  | 1000 m (batterie) 5000 m staffetta (semifinali) |  |  | 1000 m |  |  |  | 500 m (batterie)                   |  | 500 m 5000 m staffetta |  | 4 |
| Donne  | 500 m (batterie) 3000 m staffetta (semifinali) |  |  |  | 500 m                                           |  |  | 1500 m |  |  |  | 3000 m staffetta 1000 m (batterie) |  | 1000 m                 |  | 4 |
| Totale | 1                                              |  |  |  | 1                                               |  |  | 2      |  |  |  | 1                                  |  | 3                      |  | 8 |

## Podi

### Uomini
| Evento                      | Oro                                                                                             | Tempo    | Argento                                                                     | Tempo    | Bronzo                                                                   | Tempo    |
| 500 m (dettagli)            | Charles Hamelin                                                                                 | 40.981   | Sung si-Bak                                                                 | 41.340   | François-Louis Tremblay                                                  | 41.366   |
| 1000 m (dettagli)           | Lee Jung-su                                                                                     | 1:23.747 | Lee Ho-suk                                                                  | 1:23.801 | Apolo Ohno                                                               | 1:24.128 |
| 1500 m (dettagli)           | Lee Jung-su                                                                                     | 2:17.611 | Apolo Ohno                                                                  | 2:17.976 | J.R. Celski                                                              | 2:18.053 |
| 5000 m staffetta (dettagli) | Canada Charles Hamelin François Hamelin Olivier Jean François-Louis Tremblay Guillaume Bastille | 6:44.244 | Corea del Sud Kwak Yoon-gy Lee Ho-suk Lee Jung-su Sung Si-bak Kim Seoung-il | 6:44.446 | Stati Uniti J.R. Celski Travis Jayner Jordan Malone Apolo Ohno Simon Cho | 6:44.498 |

### Donne
| Evento                      | Oro                                           | Tempo    | Argento                                                             | Tempo    | Bronzo                                                                                 | Tempo    |
| 500 m (dettagli)            | Wang Meng                                     | 43.048   | Marianne St-Gelais                                                  | 43.707   | Arianna Fontana                                                                        | 43.804   |
| 1000 m (dettagli)           | Wang Meng                                     | 1:29.213 | Katherine Reutter                                                   | 1:29.324 | Park Seung-hi                                                                          | 1:29.379 |
| 1500 m (dettagli)           | Zhou Yang                                     | 2:16.993 | Lee Eun-byeol                                                       | 2:17.849 | Park Seung-hi                                                                          | 2:17.927 |
| 3000 m staffetta (dettagli) | Cina Sun Linlin Wang Meng Zhang Hui Zhou Yang | 4:06.610 | Canada Jessica Gregg Kalyna Roberge Marianne St-Gelais Tania Vicent | 4:09.137 | Stati Uniti Allison Baver Alyson Dudek Lana Gehring Katherine Reutter Kimberly Derrick | 4:14.081 |

## Medagliere
| Posizione | Paese         |   |   |   | Totale |
| --------- | ------------- | - | - | - | ------ |
| 1         | Cina          | 4 | 0 | 0 | 4      |
| 2         | Corea del Sud | 2 | 4 | 2 | 8      |
| 3         | Canada        | 2 | 2 | 1 | 5      |
| 4         | Stati Uniti   | 0 | 2 | 4 | 6      |
| 5         | Italia        | 0 | 0 | 1 | 1      |
| Totale    | Totale        | 8 | 8 | 8 | 24     |